# Gavin McInnes

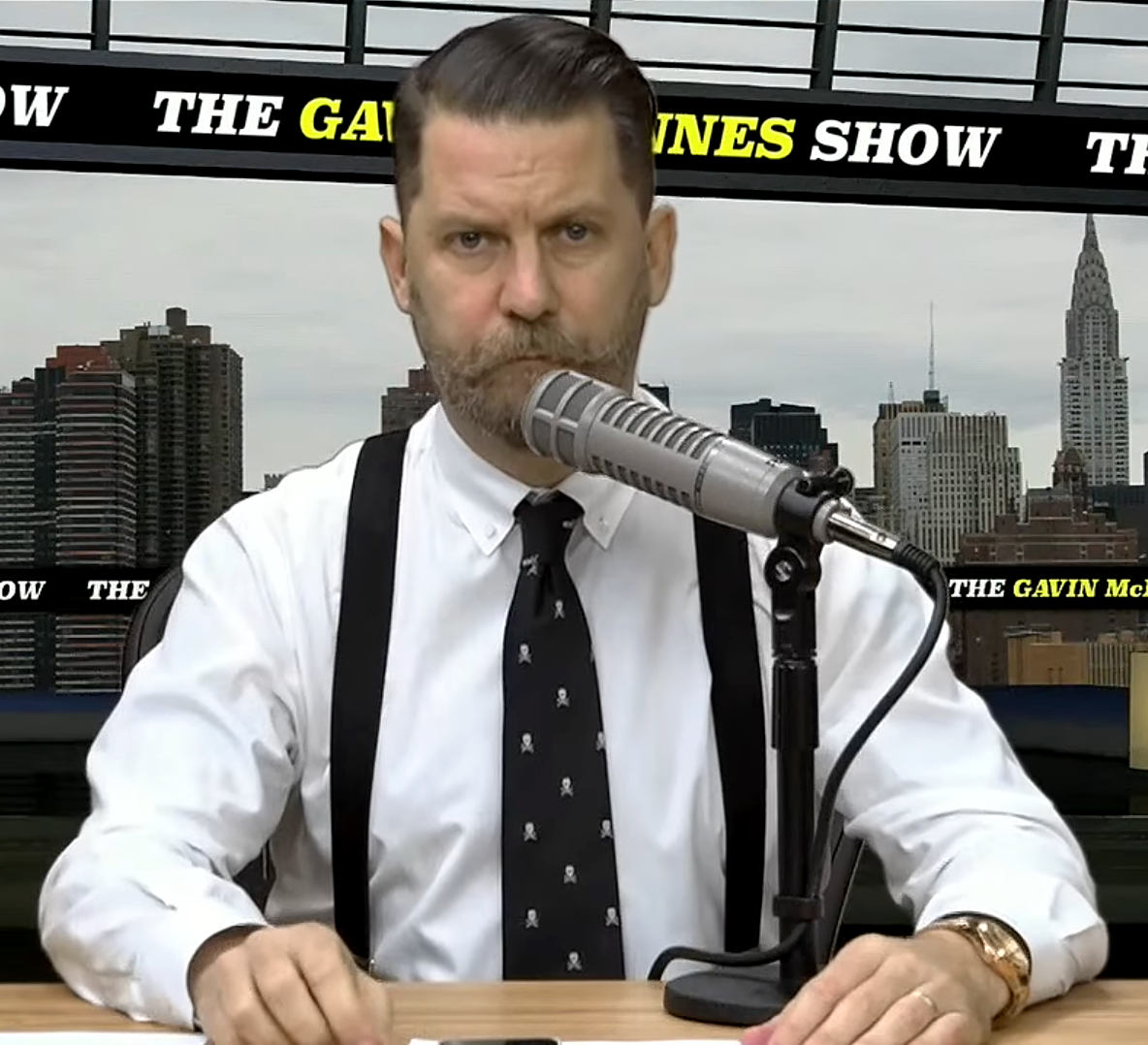
McInnes, Dezember 2015

Gavin Miles McInnes (* 17. Juli 1970 in Hitchin, England, Vereinigtes Königreich) ist ein kanadischer Autor, Komiker, Schauspieler und  rechtsextremer politischer Kommentator. Er ist Mitgründer von Vice Media und Vice Magazine und war Gastgeber von Get Off My Lawn auf Conservative Review Television. Er ist Mitwirkender bei Taki’s Magazine und ehemaliger Mitarbeiter bei The Rebel Media und war regelmäßiger Gast bei Fernsehsendungen auf Fox News und TheBlaze.

## Karriere
McInnes gründete zusammen mit Suroosh Alvi und Shane Smith im Jahr 1994 das Vice Magazine. In den Medien wurde ihm deshalb der Spitzname „Pate des Hipstertums“ (Godfather of Hipsterdom) verliehen. Bis 2007 arbeitete er für Vice und verließ die Redaktion 2007 aufgrund „kreativer Differenzen“. Danach gründete er eine Werbeagentur, die er verlassen musste, als er sich in einem Artikel gegen Transgender aussprach.
Er arbeitet weiterhin als Autor für verschiedene TV- und Online-Medien sowie als Stand-Up-Comedian.

## Leben
McInnes wurde als Kind schottischer Eltern in England geboren. Seine Familie zog von Großbritannien nach Kanada, als er sieben Jahre alt war. Er lebt mit seiner Frau und den gemeinsamen drei Kindern in Williamsburg (Brooklyn). Er bezeichnet sich als einen gläubigen Katholiken.
Er unterstützte öffentlich den Präsidentschaftswahlkampf von Donald Trump. Die Frankfurter Rundschau bezeichnet ihn in dem Artikel Die Hass-Hipster als „eine neue Kult-Figur der ‚Alt-Right‘-Bewegung“. McInnes charakterisiert sich selbst mit folgenden Worten: „Ich bin noch immer derselbe Punk, der ich vor 20 Jahren war. Nur dass meine Zielscheibe nicht mehr die bourgeoisen Spießer aus den Vororten sind, sondern die politisch korrekte linke Elite.“ Zudem bezeichnet er sich als „westlichen Chauvinisten“ und ist Mitbegründer der Proud Boys, einer antifeministischen Männergruppierung, die vom Southern Poverty Law Center als „Hassgruppe“ eingeschätzt wird.
In einem in Israel aufgenommenen Video mit dem Titel „10 Dinge, die ich an Juden hasse“ relativierte er den Holocaust und äußerte antisemitische Behauptungen wie die, dass in der Sowjetunion während der Stalin-Zeit der Hungertod von Millionen Ukrainern durch jüdische Gefolgsleute Stalins ausgeführt worden sei.

### Geschehnisse 2018
Im Laufe des Jahres 2018 wurden die Konten McInnes’ und der Proud Boys bei Twitter, Instagram und Facebook wegen Verstößen gegen die Regeln der jeweiligen Netzwerke sowie wegen Aufrufen zur Gewalt und Hassrede gesperrt.
Am 12. Oktober nahm McInnes an einer Nachstellung des Attentats von Otoya Yamaguchi auf Inejiro Asanuma im Metropolitan Republican Club teil. Nach dem Event kam es zu einer Schlägerei zwischen Mitgliedern der Proud Boys und einer Antifa-Gruppe. Insgesamt wurden im Zusammenhang mit dem Vorfall zehn Mitglieder der Proud Boys festgenommen.
Am 21. November verließ McInnes die Proud Boys, kurz nachdem bekannt geworden war, dass das FBI die Proud Boys angeblich als extremistische Gruppe mit Verbindungen zum weißen Nationalismus klassifiziere. McInnes sagte, seine Anwälte hätten ihm geraten, dies zu tun, in der Hoffnung, der Rücktritt könne das Urteil der neun Proud-Boys-Mitglieder mindern. Zwei Wochen später ließ der federführende Special Agent des FBI-Büros in Oregon verlauten, es sei nicht ihre Absicht gewesen, die gesamte Gruppe als „extremistisch“ abzustempeln, sondern lediglich die mögliche Gefahr einzelner Mitglieder in dieser Weise zu beschreiben.